# NCDN
NCDN‏ (Neurochondrin) هوَ بروتين يُشَفر بواسطة جين NCDN في الإنسان.